# Érezée
Érezée (en való Erezêye) és un municipi belga de la província de Luxemburg a la regió valona. Comprèn les viles d'Amonines, Biron, Blier, Clerheid, Fisenne, Mormont i Soy. L'1 de gener del 2024 tenia 3.344 habitants.